# Oi Panihi
Oi Panihi is een bestuurslaag in het regentschap Bima van de provincie West-Nusa Tenggara, Indonesië. Oi Panihi telt 475 inwoners (volkstelling 2010).